# Know Your Customer
Nos Estados Unidos, as diretrizes e regulamentações do Know Your Customer (KYC) (em português: Conheça seu cliente) em serviços financeiros exigem que os profissionais verifiquem a identidade, a adequação e os riscos envolvidos na manutenção de um relacionamento comercial com um cliente. Os procedimentos enquadram-se no âmbito mais amplo dos regulamentos de combate a lavagem de capitais (anti-money laundering-AML) e ao financiamento do terrorismo (counter terrorism financing-CTF).
Os processos de KYC também são empregados por empresas de todos os tamanhos com o objetivo de garantir que seus clientes, agentes, consultores ou distribuidores propostos estejam em conformidade com o antissuborno e sejam realmente quem dizem ser. Bancos, seguradoras, credores de exportação e outras instituições financeiras são cada vez mais obrigados a garantir que os clientes forneçam informações detalhadas de diligência. Inicialmente, essas regulamentações eram impostas apenas às instituições financeiras, mas agora o setor não financeiro, fintechs, revendedores de ativos virtuais e até organizações sem fins lucrativos estão incluídos nas regulamentações.

## Conheça os requisitos do seu cliente
A Regra 2090 da Autoridade Reguladora do Setor Financeiro (Financial Industry Regulatory Authority-FINRA) estabelece que as instituições financeiras devem usar diligência razoável para identificar e manter a identidade de cada cliente e de cada pessoa que atua em nome desses clientes.  Ao aplicar essa regra, espera-se que essas organizações coletem todas as informações essenciais para conhecer seus clientes. As informações consideradas necessárias para aplicar os requisitos do Conheça seu Cliente incluem o Programa de Identificação do Cliente (Customer Identification Program-CIP), a Diligência Devida ao Cliente (Customer Due Diligence-CDD) e a Diligência Devida Aprimorada (Enhanced Due Diligence-EDD).

### Programa de Identificação do Cliente
A Seção 326 do USA Patriot Act exige que os bancos e outras instituições financeiras tenham um Programa de Identificação do Cliente (CIP). As instituições financeiras devem coletar quatro informações de identificação sobre seus clientes, incluindo:
- Nome
- Data de nascimento
- Endereço
- Número de Identificação

### Diligência devida ao cliente
A Lei de Sigilo Bancário, nome comum da Lei de Relatórios sobre Moedas e Transações Estrangeiras de 1970 e suas emendas e outros estatutos estabeleceu a regra de Diligência Devida à Clientela (CDD) como parte de seus esforços para melhorar a transparência financeira e impedir a lavagem de dinheiro. A Regra CDD aprimora os requisitos de CDD para "bancos dos EUA, fundos mútuos, corretores ou negociantes de títulos, comerciantes de comissões de futuros e introdução de corretores em commodities. " A regra CDD exige que as instituições financeiras identifiquem e verifiquem a identidade dos clientes associados às contas abertas. A regra CDD tem quatro requisitos principais:
1. Identificar e verificar a identidade dos clientes
2. Identificar e verificar a identidade dos beneficiários efetivos das empresas que abrem contas
3. entender a natureza e o propósito do relacionamento com o cliente para desenvolver perfis de risco do cliente
4. realizar monitoramento contínuo para identificar e relatar transações suspeitas e, com base no risco, manter e atualizar as informações dos clientes

As informações do beneficiário efetivo são necessárias para qualquer pessoa física que possua 25% ou mais de uma entidade legal e uma pessoa física que controle a entidade legal.

### Due Diligence aprimorada
É necessária uma diligência reforçada quando as verificações iniciais de identidade tiverem sido concluídas e tiverem sido identificados fatores de alto risco para um indivíduo ou uma empresa. Quando esses requisitos foram atendidos, é realizada uma due diligence "aprimorada" ou adicional acima e além do CDD, que identifica as seguintes informações:
- Fonte de riqueza e verificação de fundos
- Pesquisa de identidade adicional
- Identificação e avaliação de riscos

## Conheça o Cliente do Seu Cliente (KYCC)
KYCC ou Know Your Customer's Customer é um processo que identifica as atividades e a natureza de um cliente. Isso inclui a identificação dos clientes do cliente e a avaliação dos níveis de risco associados às suas atividades.
O KYCC é um derivado do processo padrão de KYC que surgiu devido ao crescente risco de fraude obscurecido por relações comerciais de segundo nível (por exemplo, o fornecedor de um cliente).

## Conheça Seu Negócio (KYB)
Conheça Seu Negócio ou simplesmente KYB é uma extensão das leis de KYC implementadas para reduzir a lavagem de dinheiro. KYB é um conjunto de práticas para verificar um negócio. Inclui a verificação das credenciais de registro, localização, os UBOs (Ultimate Beneficial Owners) daquele negócio, etc. Além disso, a empresa é rastreada contra listas negras e listas cinzentas para verificar se estava envolvida em algum tipo de atividade criminosa, como lavagem de dinheiro, financiamento do terrorismo, corrupção, etc. O KYB é importante na identificação de entidades empresariais falsas e empresas de fachada. É crucial para a conformidade eficiente com KYC e AML.
De acordo com a 5ª Diretiva AML da União Europeia, o KYB é necessário para as seguintes entidades regulamentadas pela PLD:
- Instituições de crédito
- Agentes imobiliários
- Contabilistas externos
- Instituições financeiras
- Serviços de jogos de azar
- Notários
- Auditores de serviços
- Consultores tributários
- Empresas de investimento

## Conheça seu cliente eletrônico (eKYC)
O conhecimento eletrônico do seu cliente (eKYC) envolve o uso da internet ou de meios digitais de verificação de identidade. Isso pode envolver a verificação de que as informações fornecidas são válidas usando sistemas para validar documentos de identificação e comprovante de endereço ou verificando informações em bancos de dados governamentais, como o banco de dados oficial de passaportes de um país.